# Paradisier à gorge noire
Astrapia nigra
Espèce
Statut de conservation UICN

 LC  : Préoccupation mineure
Statut CITES
Le Paradisier à gorge noire (Astrapia nigra) est une espèce de passereaux appartenant à la famille des Paradisaeidae.

## Distribution
Endémique des monts Arfak et Tamrau dans la péninsule de Doberai.

## Habitat
L’astrapie de l’Arfak est inféodée aux forêts des montagnes moyennes, supérieures et sub-alpines entre 1 700 et 2 250 m (Frith & Frith 2009).

## Alimentation
Frith & Frith (2009) mentionnent des fruits et des arthropodes dans des proportions inconnues. Ottaviani (2012), présente, photo à l’appui, un individu collectant des baies de Schefflera arboricola, araliacée.

## Voix
Le mâle semble silencieux, émettant seulement un double clu-ck sourd et susurré.

## Parade nuptiale
Elle est inconnue de la littérature mais Ottaviani (2012), sur la base de trois photographies, comble partiellement cette lacune. La première photo montre que le mâle gonfle son plastron noir et, apparemment aussi, ses éventails de plumes occipitales tout en exhibant sa gorge bleue brillante. Les deux suivantes suggèrent que le mâle parade en ouvrant ses oreillettes en éventail tout en se tenant verticalement sur une branche mais aussi en s’accrochant sous la branche, la queue orientée obliquement dans le prolongement du corps à la manière de l’astrapie de Rotshchild.

## Nidification
Elle est inconnue.

## Statut, conservation
L’espèce présente une distribution limitée mais son habitat forestier reste globalement non dégradé en raison de la faible densité des hommes et de leur genre de vie. Un certain bûcheronnage a néanmoins lieu sur les collines de l’Arfak et du Tamrau. La population totale n’a pas été quantifiée mais l’espèce est commune à haute altitude près de Manokwari. Elle est donc considérée comme stable en l’absence de causes évidentes de déclin (BirdLife International 2011).